# Theridion inquinatum
Theridion inquinatum är en spindelart som beskrevs av Tord Tamerlan Teodor Thorell 1878. Theridion inquinatum ingår i släktet Theridion och familjen klotspindlar. Utöver nominatformen finns också underarten T. i. continentale.